# Ślepy zabójca
Ślepy zabójca (ang. The Blind Assassin, wyd. polskie w 2002 roku w tłumaczeniu Małgorzaty Hesko-Kołodzińskiej) – powieść Margaret Atwood wydana w 2000 roku, nagrodzona Nagrodą Bookera.
Książka ma formę powieści szkatułkowej, w której przeplatają się trzy narracje.
Pierwsza narracja to opowiadane w pierwszej osobie wspomnienia Iris Chase, staruszki z bogatej acz podupadłej rodziny kanadyjskich przemysłowców. Większość wydarzeń skupia się wokół jej siostry Laury, która zginęła w niejasnych okolicznościach wkrótce po opublikowaniu powieści pt. Ślepy zabójca. Opisane jest również nieudane, pozbawione uczucia małżeństwo Iris.
Druga narracja to treść książki Laury. Opowiada ona o uczuciu córki bogatej rodziny do ubogiego rewolucjonisty i autora podrzędnych powieści science fiction.
Trzecia narracja to opowieść snuta przez tegoż rewolucjonistę. Traktuje ona o miłości ślepego zabójcy do złożonej w ofierze kapłanki. 
Narracje te (z których każda nosi tytuł Ślepy zabójca) rzucają światło na siebie nawzajem i uzupełniają się. Podobnie jak inne dzieła Atwood jest to powieść feministyczna, ale można ją rozumieć także jako refleksję nad istotą opowiadania i literatury.
Co ciekawa sama fraza "ślepy zabójca" wydaje się częściowo zainspirowana utworem Szachinszach Ryszarda Kapuścińskiego.